# Munditia tryphenensis
Munditia tryphenensis es una especie de molusco gasterópodo de la familia Liotiidae. 

## Distribución geográfica
Se encuentra en la  Isla Norte de Nueva Zelanda.